# Accipiter poliocephalus
El gavilán cabecigrís o gavilán de Nueva Guinea (Accipiter poliocephalus) es una especie de ave accipitriforme de la familia Accipitridae.
Es endémico de Nueva Guinea y las islas adyacentes. Se ha registrado en la isla de Saibai, Queensland, Australia y en territorio noroeste del estrecho de Torres.
Vive en los bordes de los bosques y vegetación secundaria. Se alimenta de pequeños reptiles e insectos.